# 海灣眶鋸雀鯛
海灣眶鋸雀鯛（學名：Stegastes acapulcoensis），為輻鰭魚綱雀鯛科眶鋸雀鯛屬下的一個種，分布於東太平洋墨西哥下加利福尼亞州到科科斯群島、加拉巴哥群島和秘魯蘭巴耶克地區的洛博斯德阿富拉島海域，深度2至16公尺，本魚體呈橢圓形而側扁，吻短而鈍圓。口中型，具頜齒，小而呈圓錐狀，眶下骨裸出，下緣具鋸齒，前鰓蓋骨後緣具鋸齒，下鰓蓋骨後緣無鋸齒，體被櫛鱗，邊緣具深色邊形成網狀紋，體色灰色至灰黑色，體前半部顏色較淡，背鰭硬棘12枚、背鰭軟條15-16枚、臀鰭硬棘2枚、臀鰭軟條13枚，體長可達17公分，棲息在岩礁，以藻類為食，繁殖期時成對出現，雄魚會守護卵直到孵化，生活習性不明。